# Anacleto Sima Ngua
Anacleto Sima Ngua   (Guinea Equatorial, 2 de juny de 1936 - Malabo, 1 de juliol de 2018) va ser un religiós equatoguineà, bisbe de Bata entre 1982 i 2002.
El 24 de juny de 1963 fou ordenat sacerdot. El papa Joan Pau II el va nomenar Bisbe de Bata el 19 de novembre de 1982. El Papa personalment el va consagrar el 6 de gener de 1983 que com a bisbe; els co-consagrants van ser els arquebisbes de la cúria Eduardo Martínez Somalo, substitut de la Secretaria d'Estat de la Santa Seu, i Duraisamy Simon Lourdusamy, secretari de la Congregació per a l'Evangelització dels Pobles
Va renunciar al seu càrrec l'11 de maig del 2002. Des de l'oposició guineana s'ha afirmat que ho va fer per coacció.